# Зиммерман, Брюс
Брюс Энтони Зиммерман (англ. Bruce Anthony Zimmermann, 9 февраля 1995, Балтимор, Мэриленд) — американский бейсболист, питчер клуба Главной лиги бейсбола «Балтимор Ориолс».

## Биография
Брюс Зиммерман родился 9 февраля 1995 года в Балтиморе. В 2013 году он окончил старшую школу Лойола Блейкфилд в Тоусоне. Затем он два года провёл в колледже при Тоусонском университете, после чего перевёлся в университет Маунт-Олив в Северной Каролине. В течение двух лет Зиммерман играл за «Маунт-Олив Тродженс» в турнире II дивизиона NCAA. В 2017 году он одержал девять побед при двух поражениях и показателе пропускаемости 3,18, а также сделал 129 страйкаутов, повторив рекорд колледжа.
На драфте Главной лиги бейсбола 2017 года Зиммерман был выбран «Атлантой» в пятом раунде. В фарм-системе «Брэйвз» он играл за команды трёх разных уровней. В июле 2018 года он стал одним из игроков, отправленных в «Балтимор Ориолс» в обмен на питчеров Кевина Госмана и Даррена О’Дэя.
В сезоне 2019 года Зиммерман провёл на поле 140 иннингов в составе фарм-клубов «Ориолс» «Боуи Бэйсокс» и «Норфолк Тайдс». Суммарно он одержал семь побед при шести поражениях, его показатель пропускаемости составил 3,21. Весной 2020 года он принимал участие в предсезонных сборах с основным составом «Балтимора», затем, после отмены игр младших лиг из-за пандемии COVID-19, входил в расширенный состав команды. В Главной лиге бейсбола Зиммерман дебютировал в сентябре 2020 года, сыграв за команду семь иннингов в двух матчах.